# 阿拉维利耶
阿拉维利耶（法語：Haravilliers，法語發音：[aʁavilje] ⓘ）是法国法兰西岛大区瓦兹河谷省的一个市镇，属于蓬图瓦兹区。

## 地理
阿拉维利耶（49°10'25"N, 2°2'48"E）面积10.9 平方千米，位于法国法蘭西島大區瓦兹河谷省，该省份为法国北部内陆省份，北起瓦兹省，西接厄尔省，南至塞纳-圣但尼省、上塞纳省和伊夫林省，东临塞纳-马恩省。
与阿拉维利耶接壤的市镇（或旧市镇、城区）包括：讷维尔博斯克、勒欧尔姆、沙旺松、阿龙维尔、贝维尔、布雷昂松、韦克桑地区讷伊、特维尔。

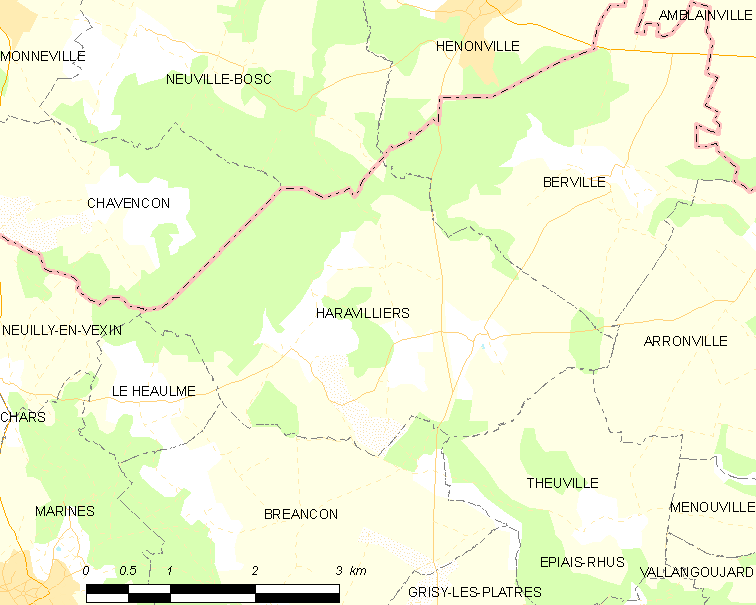
阿拉维利耶的OSM定位图

阿拉维利耶的时区为UTC+01:00、UTC+02:00（夏令时）。

## 行政
阿拉维利耶的邮政编码为95640，INSEE市镇编码为95298。

## 政治
阿拉维利耶所属的省级选区为蓬图瓦兹县。

## 人口

1962-2008年间阿拉维利耶人口变化图示

阿拉维利耶于2022年1月1日时的人口数量为582人。